# Fort Turtian
Fort Turcian obalna je utvrda u selu Šikićima blizu Pule koju je izgradila [[Austrija|Austro-Ugarska Monarhija]] krajem 19. stoljeća radi zaštite glavne luke svoje ratne mornarice. Utvrda se nalazila u sektoru V Obalne regije Pula (njem. Küstenabschnitt Pola), a klasificirana je kao utvrda (njem. Werk (Küstenfort) ohne Panzer).
Fort Monte Turtian / Fort Monte Turcian usječen je u istoimeno brdo koje se nalazi južno od prometnice koja spaja Pulu i Ližnjan. Utvrda je zbog svoje veličine lako uočljiva s pulske strane. Utvrda predstavlja jednu od najvažnijih točaka u srednjem fortifikacijskom prstenu oko Pule.
Izgradnja utvrde traje od 1881. do 1888. godine, a naoružana je 1903. godine.
Godine 1914. utvrda se oprema s deset topova promjera 15 cm, osam topova od 9 cm, i strojnicama raznih kalibara. Služila je kao skladište oružja do 1943. godine kada se nakon kapitulacije Kraljevine Italije kratkotrajno tajno koristi kao skladište oružja jednim dijelom od Angloameričke, a drugim dijelom od narodne oslobodilačke vojske Jugoslavije. Nakon toga utvrda stoji napuštena, sve do 1977. godine kada joj se ugrađuju nove instalacije, tada postaje kupaonica i kuhinja za vojne zapovjednike. Od 1991. godine stoji prazna sve do 2006. godine kada se uređuje, i počinje je čuvati udruga Turtian koja u njoj održava razne manifestacije. U neposrednoj blizini utvrde nalazi se njezina bitnica pod nazivom Sichic.

## Više informacija
- Pulske fortifikacije
- Nacionalna udruga za fortifikacije Pula
- Udruga Turtian